# Cândia (Pontal)
Cândia é um distrito do município brasileiro de Pontal, que integra a Região Metropolitana de Ribeirão Preto, no interior do estado de São Paulo.

## História

### Origem
O povoado que deu origem ao distrito se desenvolveu ao redor da estação ferroviária Cândia, inaugurada pela Estrada de Ferro Morro Agudo em 14/09/1927.
Embora a estação devesse chamar-se Santa Helena, em homenagem a Helena de Castro, proprietária do terreno, o seu nome acabou por homenagear o Coronel Cândido Pereira Lima, presidente da ferrovia..

### Formação administrativa
- Decreto nº 19.444 de 30/05/1950 - Cria a 2.ª subdelegacia de polícia na localidade conhecida pela denominação de Cândia, no distrito e município de Pontal[4].
- Distrito criado pela Lei n° 2.456 de 30/12/1953, com sede no povoado de igual nome e terras desmembradas do distrito sede de Pontal[5][6].

### Pedido de emancipação
O distrito tentou a emancipação político-administrativa e ser elevado à município, através de processo que deu entrada na Assembléia Legislativa do Estado de São Paulo no ano de 1990, mas como não atendia os requisitos necessários exigidos por lei para tal finalidade, o processo foi arquivado.

## Geografia

### Demografia

#### População urbana
| Crescimento população urbana | Crescimento população urbana | Crescimento população urbana | Crescimento população urbana |
| Censo                        | Pop.                         |                              | %±                           |
| ---------------------------- | ---------------------------- | ---------------------------- | ---------------------------- |
| 1960                         | 270                          |                              | —                            |
| 1970                         | 825                          |                              | 205,6%                       |
| 1980                         | 1 121                        |                              | 35,9%                        |
| 1991                         | 1 579                        |                              | 40,9%                        |
| 2000                         | 1 938                        |                              | 22,7%                        |
| 2010                         | 2 553                        |                              | 31,7%                        |
| Fonte: IBGE e Fundação SEADE |                              |                              |                              |

#### População total
Pelo Censo 2010 (IBGE) a população total do distrito era de 2 671 habitantes.

### Área territorial
A área territorial do distrito é de 77,981 km².

### Rodovias

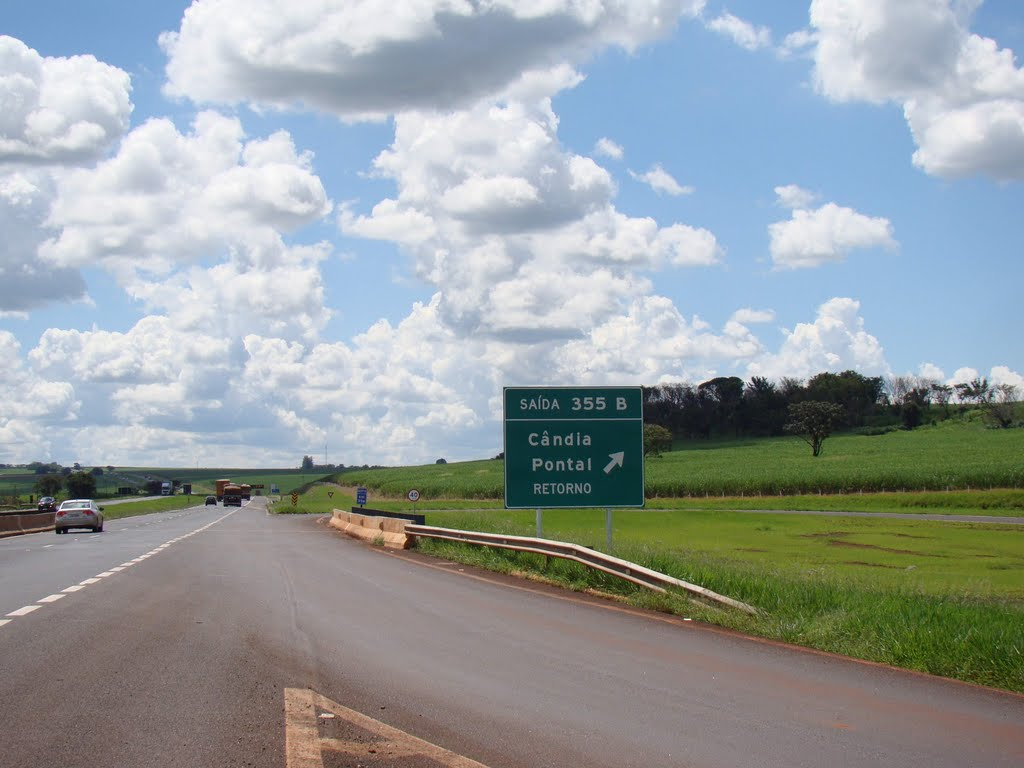
Acesso à Cândia na Rodovia Anhanguera (SP-330).

O acesso à Cândia é feito pela estrada vicinal que liga o distrito à Rodovia Anhanguera (SP-330) e à cidade de Pontal.

## Serviços públicos

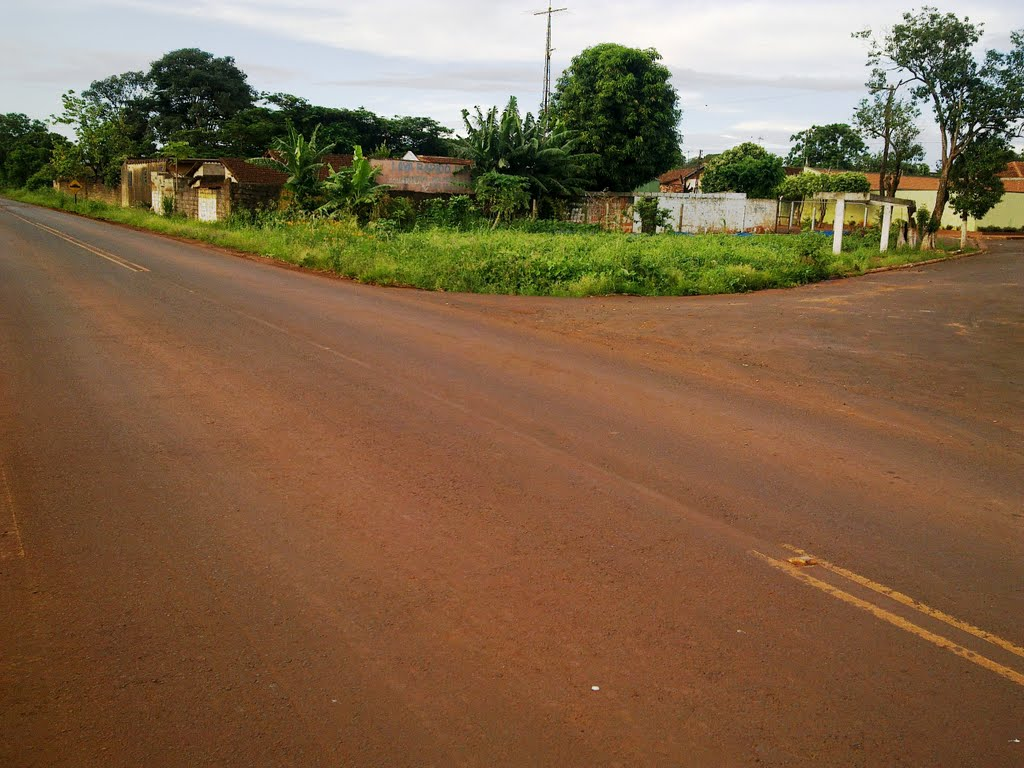
Aspecto local.

### Registro civil
Atualmente é feito no próprio distrito, pois o Cartório de Registro Civil das Pessoas Naturais ainda continua ativo.

### Saneamento
O serviço de abastecimento de água é feito pelo Departamento de Água e Esgoto da Prefeitura Municipal de Pontal (DAE). 

### Energia
A responsável pelo abastecimento de energia elétrica é a CPFL Paulista, distribuidora do Grupo CPFL Energia.

### Telecomunicações
O distrito era atendido pela Telecomunicações de São Paulo (TELESP), que inaugurou a central telefônica utilizada até os dias atuais. Em 1998 esta empresa foi vendida para a Telefônica, que em 2012 adotou a marca Vivo para suas operações.

## Religião
O Cristianismo se faz presente no distrito da seguinte forma:

### Igreja Católica
- A igreja faz parte da Arquidiocese de Ribeirão Preto[19].

### Igrejas Evangélicas
- Assembleia de Deus - O distrito possui uma congregação da Assembleia de Deus de Ribeirão Preto - Missão[20].
- Congregação Cristã no Brasil[21].